# 환일

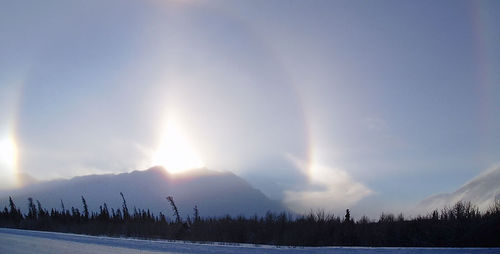
노스다코타주 파고에서 촬영한 환일

환일(幻日)은 태양의 양쪽에 고리나 무리 모양의 빛나는 점이 만들어지는 대기 현상이다. 항상 명확하거나 밝은 모습은 아니며, 태양의 고도가 낮을 때 가장 잘 보이고 뚜렷하다. 같은 현상이 달에 생길 때에는 환월(幻月)이라 한다.
영어로는 sun dog, parhelion, plural parhelia로, 그리스 단어 parēlion(παρήλιον)에서 파생된 단어이며 παρά(~의 곁에)와 ήλιος(태양)의 합성어이다.

## 원리
환일은 높고 온도가 낮은 권운에 육각판상의 빙정이나 낮은 고도에서 날리는 빙정에 의해 일어난다. 이 빙정들은 프리즘 역할을 하여 결정체를 통과하는 빛을 22°씩 굴절시킨다. 만약에 빙정들이 무질서하게 펼쳐져 있다면, 태양 주위로 고리모양의 무리가 생겨난다. 하지만 일반적으로 빙정들은 대기에 가라앉게 되어 수직으로 나란히 있게 되므로 태양빛은 수평으로 반사되어 환일 현상이 나타나게 된다. 태양의 고도가 높아질수록 빙정을 지나는 햇빛은 점점 수평선으로부터 굴절된다. 굴절각은 증가하고 환일 현상은 태양으로부터 멀어져 가지만 항상 태양과 같은 고도를 유지한다. 환일 현상은 태양과 가장 가까이 있는 부분은 빨간색을 띠며 멀어질수록 주황, 노랑, 초록, 파랑 보라색으로 변해간다. 하지만 그 색깔은 뚜렷하거나 강하지 않고 상당히 겹쳐있으며 매우 약하다. 결국 이 색깔들이 백색으로 합쳐져 환일환(무리해고리)이 생기는 일도 있다.

## 같이 보기
- 광환